# Хайме (граф Барди)
Принц Хайме Бернардо Бурбон-Пармский, граф Барди (род. 13 октября 1972) — представитель Бурбон-Пармского герцогского дома, член голландской королевской семьи и голландский дворянин с титулом принца де Бурбон де Парме. Титул «графа Барди» не признается в Голландии. С 2014 года — посол Нидерландов в Ватикане.

## Ранняя жизнь

Герб Бурбон-Пармского дома

Принц Хайме родился в Неймегене, Гелдерланд, Нидерланды. Второй (младший) сын Карлоса-Уго, герцога Пармского (1930—2010) и принцессы Ирены Нидерландской (род. 1939). 
У него есть сестра-близнец, принцесса Маргарита, которая родилась на одну минуту раньше. Кроме того, у принца есть старший брат, Карлос, герцог Пармский, и младшая сестра, принцесса Каролина. Принц Хайме родился на шесть недель раньше срока и оставался в инкубаторе в больнице. Крестными принца были кардинал Бернардус Йоханнес Алфринк, принц Бернард Липпе-Бистерфельдский и принцесса Мадлен Бурбон-Пармская.
В 1981 году его родители развелись. Хайме вместе со своей матерью, братом и двумя сестрами переехал во дворец Сустдейк (Барн), тогдашнюю резиденцию королевы Нидерландов. Он жил во дворце в течение ряда лет со своими бабушкой и дедушкой, королевой Нидерландов Юлианой и принцем-консортом Бернардом Липпе-Бистерфельдским.
2 сентября 1996 года принц Хайме получил от своего отца Карлоса-Уго титул графа ди Барди (Барди — город в Италии). В том же 1996 году королева Нидерландов Беатрикс включила принца Хайме в состав голландского дворянства с титулом «принц де Бурбон де Парме» и стилем «Его Королевское Высочество».

## Образование и карьера
Принц Хайме изучал международные отношения в университете Брауна в США. После окончания университета он получил степень в области международной экономики и управления конфликтами в университете Джонса Хопкинса. Принц проходил стажировку во Всемирном фонде дикой природы и Красном Кресте.
В настоящее время принц работает в Министерстве иностранных дел Нидерландов. Его первая должность — премьер-секретарь посольства Нидерландов в Багдаде, затем он работал советником мирной миссии в Пули-Хумри в провинции Баглан на севере Афганистана. До лета 2007 года он работал под руководством Нели Крус, комиссара ЕС по антимонопольной политике. Затем Хайме вернулся в Министерство иностранных дел, где получил должность специального посланника по природным ресурсам. 7 февраля 2014 года принц Хайме Бурбон-Пармский был назначен послом Нидерландов при Святом престоле в Ватикане. 15 июля 2014 года принц Хайме был приведен к присяге в качестве посла короля Виллема-Александра. 20 декабря 2014 года он вручил верительные грамоты папе римскому Франциску.

## Другие виды деятельности
Принц Хайме также работал в качестве интервьюера для документального сериала «Африка, война — это бизнес». В этом документальном фильме он исследовал и объяснял, почему в странах, богатых природными ископаемыми, преобладают бедность и конфликты. Он посетил Сьерра-Леоне, Либерию и Демократическую республику Конго.
Принц исполняет представительские функции Бурбон-Пармского герцогского дома. Он регулярно присутствует на королевских браках, церемониях крещения и похорон.

## Личная жизнь
12 августа 2013 года было объявлено о помолвке принца Хайме и Виктории. Виктория Червеняк (род. 25 мая 1982 в Будапеште) — дочь доктора Тибора Червеняка и Дороти Клары Тер Риет-Бартос Бартош . Она окончила факультет права в Утрехтском университете и работает адвокатом в Rabobank. 3 октября 2013 года состоялась гражданская церемония бракосочетания в Вейк-бей-Дюрстеде, а церковная — 5 октября 2013 года в церкви Богоматери в Апелдорне . У супругов родились две дочери:
- Принцесса Зита Клара (род. 21 февраля 2014, Амстердам)
- Принцесса Глория Ирена (род. 9 мая 2016, Рим)[10]

## Титулы и стили
- 13 октября 1972 года — 2 сентября 1996 года: «Его Королевское Высочество Принц Хайме Бурбон-Пармский»
- 2 сентября 1996 — настоящее время: «Его Королевское Высочество Принц Хайме Бурбон-Пармский, Граф Барди»[1].

## Награды
- Кавалер Константиновского ордена Святого Георгия[11]
- Кавалер Ордена Святого Людовика за гражданские заслуги[12]
- Рыцарь Мальтийского ордена